# Абура кірі

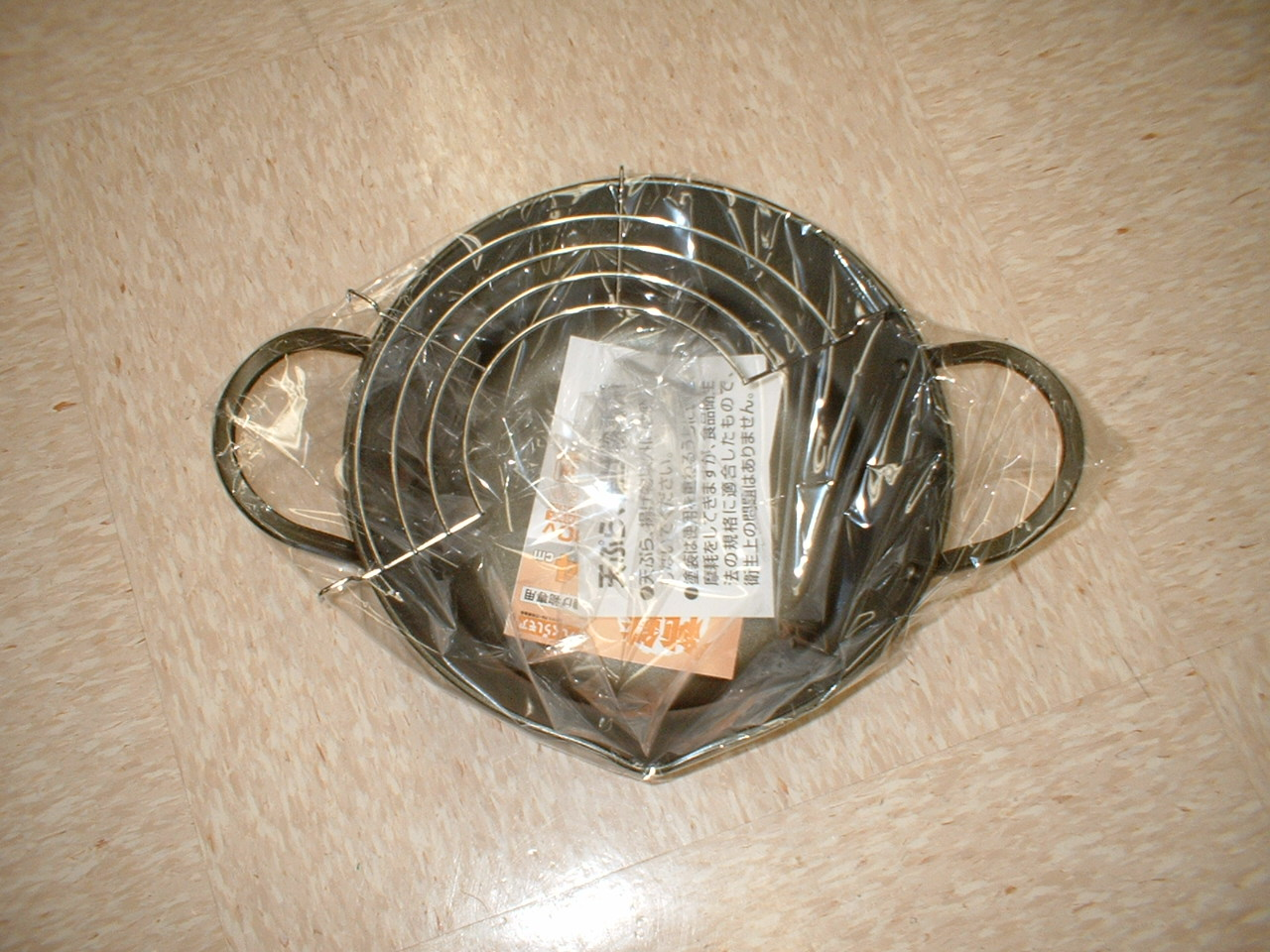
Посуд для темпури з абура кирі

Абура кірі (ja:油 きり) — особлива таця, яка використовується в японській кухні для перенесення продуктів, приготованих у фритюрі. Складається з миски або плоскої таці, підставки та паперової серветки, яка вбирає надлишки масла (при приготуванні страви у фритюрі, наприклад темпури).
Абура кірі використовується одночасно зі спеціальними паличками для їжі (з металевими наконечниками) і ковшем амі сякусі.